# Manfredo II. Marchese Maletta
Manfredo II. Marchese Maletta (* um 1232 in Sizilien oder Apulien; † 17. Juli 1310 in Neapel) war ein italienischer Adliger, der beim Untergang der Staufer in Süditalien eine wesentliche Rolle spielte. Er war unter anderem Großkämmerer am Hof von Manfred von Sizilien.
Als Vertrauter von Manfred von Sizilien war er ab 1257 Kämmerer an dessen Hof. Er heiratete 1258 Manfreds Nichte Filippa von Antiochia, Tochter von Friedrich von Antiochia und Enkelin des Kaisers Friedrich II. Aus der Ehe gingen fünf Kinder hervor.
In der Schlacht bei Benevent am 26. Februar 1266 kämpft er auf Seiten seines Königs gegen Karl von Anjou, zu dem er aber angeblich im Anschluss an die Schlacht und den Tod Manfreds – unter Mitnahme des Kronschatzes – überlief.
Die folgenden Jahre verbringt er an der Seite von Filippas Vetter Konradin in Deutschland und folgt ihm vermutlich auch auf seinem Zug nach Italien. Nach der Schlacht bei Tagliacozzo verliert sich Manfreds Spur für einige Jahre. 1300 wird Manfredo zum Kastellan in Manfredonia ernannt.
Seine Frau blieb während seines Exil als Geisel unter Karl von Anjou im Gefängnis in Monte Sant’Angelo, wo sie im Jahr 1273 stirbt. Seine Kinder werden 1291 aus der Gefangenschaft befreit.
Manfredo stirbt am 17. Juli 1310 in Neapel.